# Echiniscus japonicus
Echiniscus japonicus är en djurart som tillhör fylumet trögkrypare, och som beskrevs av Kuniyasu Morikawa 1951. Echiniscus japonicus ingår i släktet Echiniscus och familjen Echiniscidae. Inga underarter finns listade i Catalogue of Life.